# 2007–2008-as szlovák labdarúgó-bajnokság (első osztály)
A 2007–2008-as szlovák nemzeti labdarúgó-bajnokság első osztálya tizenkét csapat részvételével rajtolt. A címvédő MŠK Žilina nem tudta megvédeni bajnoki címét, a bajnokság győztese az Artmedia Bratislava csapata lett.  A gólkirály Ján Novák, az MFK Košice játékosa lett, 17 góllal.

## Végeredmény
| #   | Csapat                | M  | GY | D  | V  | G+ – G– | GK  | P  | Megjegyzések                                   |
| --- | --------------------- | -- | -- | -- | -- | ------- | --- | -- | ---------------------------------------------- |
| 1.  | Artmedia Petržalka    | 33 | 27 | 3  | 3  | 77–30   | +47 | 84 | 2008–2009-es Bajnokok-ligája – 1. Selejtezőkör |
| 2.  | MŠK ŽilinaCV          | 33 | 22 | 7  | 4  | 75–30   | +45 | 73 | 2008–2009-es UEFA-kupa – 1. selejtezőkör       |
| 3.  | Nitra                 | 33 | 17 | 6  | 10 | 40–26   | +14 | 57 |                                                |
| 4.  | Spartak Trnava        | 33 | 15 | 7  | 11 | 52–40   | +12 | 52 | 2008–2009-es UEFA-kupa – 1. selejtezőkör       |
| 5.  | Slovan Bratislava     | 33 | 15 | 6  | 12 | 46–37   | +9  | 51 |                                                |
| 6.  | MFK Košice            | 33 | 13 | 6  | 14 | 45–44   | +1  | 45 |                                                |
| 7.  | MFK Ružomberok        | 33 | 10 | 14 | 9  | 46–43   | +3  | 44 |                                                |
| 8.  | Dukla Banská Bystrica | 33 | 10 | 9  | 14 | 41–37   | +4  | 39 |                                                |
| 9.  | ZŤS Dubnica nad Váhom | 33 | 7  | 12 | 14 | 34–53   | −19 | 33 |                                                |
| 10. | Senec                 | 33 | 6  | 10 | 17 | 30–53   | −23 | 28 |                                                |
| 11. | ViOn Zlaté MoravceÚ   | 33 | 6  | 7  | 20 | 22–66   | −44 | 25 |                                                |
| 12. | AS Trenčín            | 33 | 3  | 7  | 23 | 26–77   | −51 | 16 |                                                |

Forrás: rsssf.com 
A rangsorolás alapszabályai: 1. összpontszám, 2. egymás elleni eredmények összpontszáma, 3. gólkülönbség, 4. szerzett gólok száma.
Mivel a bajnok Artmedia Petržalka nyerte a 2007–08-as szlovák kupát is, ezért a kupadöntőt elbukó Spartak Trnava a 2008–09-es UEFA-kupa 1. selejtezőkörében indulhatott.
(B): Bajnokcsapat, (K): Kieső csapat, (F): Feljutó csapat, (I): Kupainduló, (R): A rájátszás győztese, (KGY): Kupagyőztes

## Góllövőlista
A góllövőlista végeredménye:
| #   | Gólszerző       | G/M     | Csapat             |
| --- | --------------- | ------- | ------------------ |
| 1.  | Ján Novák       | 17 (23) | MFK Košice         |
| 2.  | Juraj Halenár   | 16 (24) | Artmedia Petržalka |
| 3.  | Peter Štyvar    | 15 (28) | MŠK Žilina         |
| 4.  | Mário Breška    | 14 (24) | MŠK Žilina         |
| 5.  | Mouhamadou Seye | 13 (28) | MFK Dubnica        |
| 6.  | Ján Kozák       | 11 (31) | Artmedia Petržalka |
| 7.  | Marek Bakoš     | 10 (20) | MFK Ružomberok     |
| 8.  | Ivan Lietava    | 10 (28) | MŠK Žilina         |
| 8.  | Admir Vladavič  | 10 (28) | MŠK Žilina         |
| 10. | Jaroslav Kolbas | 10 (32) | MFK Košice         |

## Külső hivatkozások
- A bajnokság honlapja